# 鳥越啓介
鳥越 啓介（とりごえ けいすけ）は、岡山県出身のベーシスト、作曲家・編曲家。

## 略歴
岡山県立岡山工業高等学校時代、吹奏楽部に入部し、コントラバスを弾き始める。卒業後は三井造船株式会社玉野事業所に入社し、社会人の傍ら地元のビッグバンドなどで活動。1999年、藤原大輔率いるphatのメンバーとなり、2001年、ブルーノート・レコード（東芝EMI）よりメジャー・デビュー。シングル1枚、アルバム2枚を残し、2003年の渋谷CLUB QUATTROでのワンマンライブを最後に解散。その後、国内海外公演、様々なセッション、レコーディング、ツアーサポート参加。

## 主な共演者（順不同）
| ボーカル - 椎名林檎 - 平原綾香 - 杏 - 畠山美由紀 - 浜崎あゆみ - 安藤裕子 - 原田知世 - 林原めぐみ - JUJU - 鬼束ちひろ - 小柳ゆき - 山崎まさよし - 加藤登紀子 - みやかわくん ヴァイオリン - 葉加瀬太郎 - 齋藤ネコ - 古澤巌 - 中西俊博 チェロ - 溝口肇 - 柏木広樹 | ギター - 鳥山雄司 - ゴンチチ - 天野清継 ピアノ - オースティン・ペラルタ - 村上ゆき（ピアノ、ボーカル） - アキコ・グレース その他 - Jazztronik/野崎良太 - 織田哲郎（ボーカル、ギター） - 菊地成孔（テナーサックス） - 東儀秀樹（雅楽演奏家） |